# أنطونيو لوبيس
أنتونيو لوبس دوس سانتوس (بالبرتغالية: Antônio Lopes)، من مواليد 12 يونيو 1941 في [[ريو دي جانيسك البرازيل، لاعب كرة قدم برازيلي سابق ومدرب كرة قدم حالي.

## مسيرته الكروية
و قد بدأ باللعب مع نادي أولاريا في بين عامي 1958 و1961، وفي عام 1962 انتقل إلى نادي بونسوكسيسو.

## مسيرته التدريبية
بدأ مسيرته الكروية مع نادي أولاريا في عام 1980، وفي عام 1981 انتقل إلى تدريب نادي أمريكا البرازيلي، وفي عام 1982 درب نادي فاسكو دي غاما، وفي عام 1983 درب منتخب الكويت لكرة القدم حتى عام 1985، وفي عام 1985 درب نادي فاسكو دي غاما، وفي عام 1986 درب نادي فلومينيزي، وفي عام 1987 درب نادي فلامنغو، وفي موسم 1988/1989 درب نادي الوصل الإماراتي، وفي عام 1989 درب نادي بورتوغيزا، وفي موسم 1990/1991 درب نادي بلينيسيش البرتغالي، في عام 1993 درب نادي سانتوس، وفي عام 1994 درب نادي الهلال السعودي حتى عام 1995، وفي عام 1996 درب نادي سيرو بورتينو البرغوياني، وفي عام 1996 درب نادي بارانا، وفي عام 1997 درب نادي فاسكو دي غاما، وفي عام 1999 عاد إلى تدريب نادي فاسكو دي غاما، وفي عام 2000 درب نادي غريميو، وفي موسم 2000/2001 درب نادي أتلتيكو بارانيسي، وفي عام 2002 درب نادي إنترناسيونال، وفي موسم 2002/2003 درب نادي فاسكو دي غاما، وفي موسم 2004/2005 درب نادي كورتيبا، وفي عام 2005 درب نادي أتلتيكو بارانيسي، وفي عام 2005 درب نادي كورنثيانز، وفي عام 2006 انتقل إلى تدريب نادي غوياس، وفي عام 2006 درب نادي فلومينيزي، ومنذ عام 2007 وهو يدرب نادي أتلتيكو بارانيسي.
و قد كان مساعد مدرب منتخب البرازيل لكرة القدم في كأس العالم لكرة القدم 2002.

## روابط خارجية
- هذه المقالة غير مرتبط بويكي بيانات